# Al Aziziya
Al Aziziya es una localidad de Libia. Está a unos 55 km de la capital, Trípoli. Es el mayor centro de negocios de la llanura de Al Jfara, siendo una ruta de comercio desde la costa a las montañas de Nafusa y la región de Fezzan al sur.
El 13 de septiembre de 1922, se registró en este lugar una temperatura de 57,8 °C, lo que era considerada la mayor registrada sobre la superficie de la Tierra. Sin embargo, el 13 de septiembre de 2012, la OMM declaró inválido dicho récord por posibles errores humanos al leer erróneamente la temperatura que marcaba el mercurio, un fallo que se habría agravado al situar la estación sobre una base de asfalto, un material que tiende a incrementar la temperatura. Además, se habría producido una anormalidad enorme por la gran diferencia de temperaturas registradas en otras estaciones cercanas el mismo día. Así pues, la OMM tumbó este récord mundial de calor, siendo sustituido por la marca de 56,7 °C registrada en el Valle de la Muerte (California, Estados Unidos) el 10 de julio de 1913.